# خالد البلشي
خالد محمد زكي البلشي (6 يوليو 1972 - ) صحفي مصري، يشغل منصب نقيب نقابة الصحفيين في مصر.

## حياته
ولد بالقاهرة 6 يوليو 1972 تخرج من كلية الإعلام بجامعة القاهرة، وعمل بعدة صحف.

## مسيرته
- كاتب ونقابي ونقيب الصحفيين المصريين الحالي.
- مستشارا لرئيس تحرير جريدة الدستور ثم رأس تحرير جريدة البديل.
- بعد ثورة يناير عام 2011 أسس ورأس تحرير عدة مواقع إليكترونية إخبارية وهي الوادي والبداية ودرب.

### نقابة الصحفيين
تم انتخابه نقيبا للصحفيين في مارس 2023م بعد فوزه على الصحفي خالد ميري رئيس تحرير جريدة الأخبار ووكيل نقابة الصحفيين وقتها.
وأعيد انتخابه نقيبا في 3 مايو 2025، بعد فوزه على عبد المحسن سلامة رئيس مجلس إدارة الإهرام السابق.
تم انتخابه عضوا بمجلس نقابة الصحفيين وكان وكيلا للنقابة ورئيسا للجنة الحريات.

## جوائز
حصل على جائزة نيلسون مانديلا للحريات عام 2017م.